# Коралловое море
Кора́лловое мо́ре (англ. Coral Sea, фр. Mer de Corail) — межостровное море Тихого океана, которое лежит между берегов Австралии, Новой Гвинеи и Новой Каледонии. Площадь поверхности — 4791 тысяч км². Объём — 11470 тысяч км³. Наибольшая глубина 9174 метра, средняя — 2394 м.
Море было местом битвы в Коралловом море, главного противостояния во время Второй мировой войны между военно-морскими силами Японской империи, США и Австралии. Море содержит множество островов и рифов, а также самую большую в мире систему коралловых рифов — Большой Барьерный риф, который был объявлен объектом Всемирного наследия по ЮНЕСКО в 1981 г. Все проекты разведки нефти были прекращены в 1975 году, рыбалка ограничена в большинстве районов объекта Всемирного наследия. Рифы и острова Кораллового моря особенно богаты птицами и водной фауной и являются популярным туристическим направлением как на национальном, так и на международном уровне.

## Характеристика
На западе граничит с восточным побережьем Квинсленда, в том числе с Большим Барьерным рифом, на востоке — с Вануату (бывшие Новые Гебриды) и Новой Каледонией, а на северо-востоке-с южной оконечностью Соломоновых островов. На северо-западе доходит до южного побережья восточной части Новой Гвинеи, включая залив Папуа. Она сливается с Тасманским заливом на юге, с Соломоновым морем на севере и с Тихим океаном на востоке. На западе ограничено материковым побережьем Квинсленда, а на северо-западе соединяется с Арафурским морем через Торресов пролив.
В Коралловом море начинается Восточно-Австралийское течение. Оно образуется в западной части циклонального круговорота, образованного множеством мелких течений.
Море характеризуется тёплым и стабильным климатом, с частыми дождями и тропическими циклонами.
Приливы преимущественно неправильные, полусуточные, величиной 1,5—2 м у побережий и до 3,7 м в отдельных бухтах. Солёность воды составляет 34,5—35,5 ‰.
Главные порты: Кэрнс, Порт-Морсби, Нумеа.

## Геология
Бассейн Кораллового моря образовался между 58 миллионами и 48 миллионами лет назад, когда был поднят континентальный шельф Квинсленда, образуя большой разделительный хребет, и в то же время сейсмическая активность затихла. Море было важным источником кораллов для Большого Барьерного рифа, как во время его образования, так и после снижения уровня моря.
Рельеф дна сильно расчленён. Геологические процессы пласта все ещё продолжаются, о чём частично свидетельствует сейсмическая активность. В период 1866—2000 годов вдоль побережья Квинсленда и в Коралловом море было зарегистрировано несколько сотен землетрясений магнитудой от 2 до 6 балов. 2 апреля 2007 года Соломоновы острова были поражены крупным землетрясением, за которым последовало цунами высотой в несколько метров. Эпицентр землетрясения магнитудой 8,1 составил 349 км к северо-западу от Хониары на глубине 10 км. За ним последовало более 44 толчков величиной 5,0 или более. В результате цунами погибло по меньшей мере 52 человека и разрушено более 900 домов.
Море получило свое название благодаря своим многочисленным коралловым образованиям, затруднявшим судоходство. Они включают в себя риф который простирается около 2000 км (1200 миль) вдоль северо-восточного побережья Австралии и включает в себя около 2900 отдельных рифов и 1000 островов. Острова Честерфилд и риф Лихоу — самые большие атоллы Кораллового моря.

## Гидрология

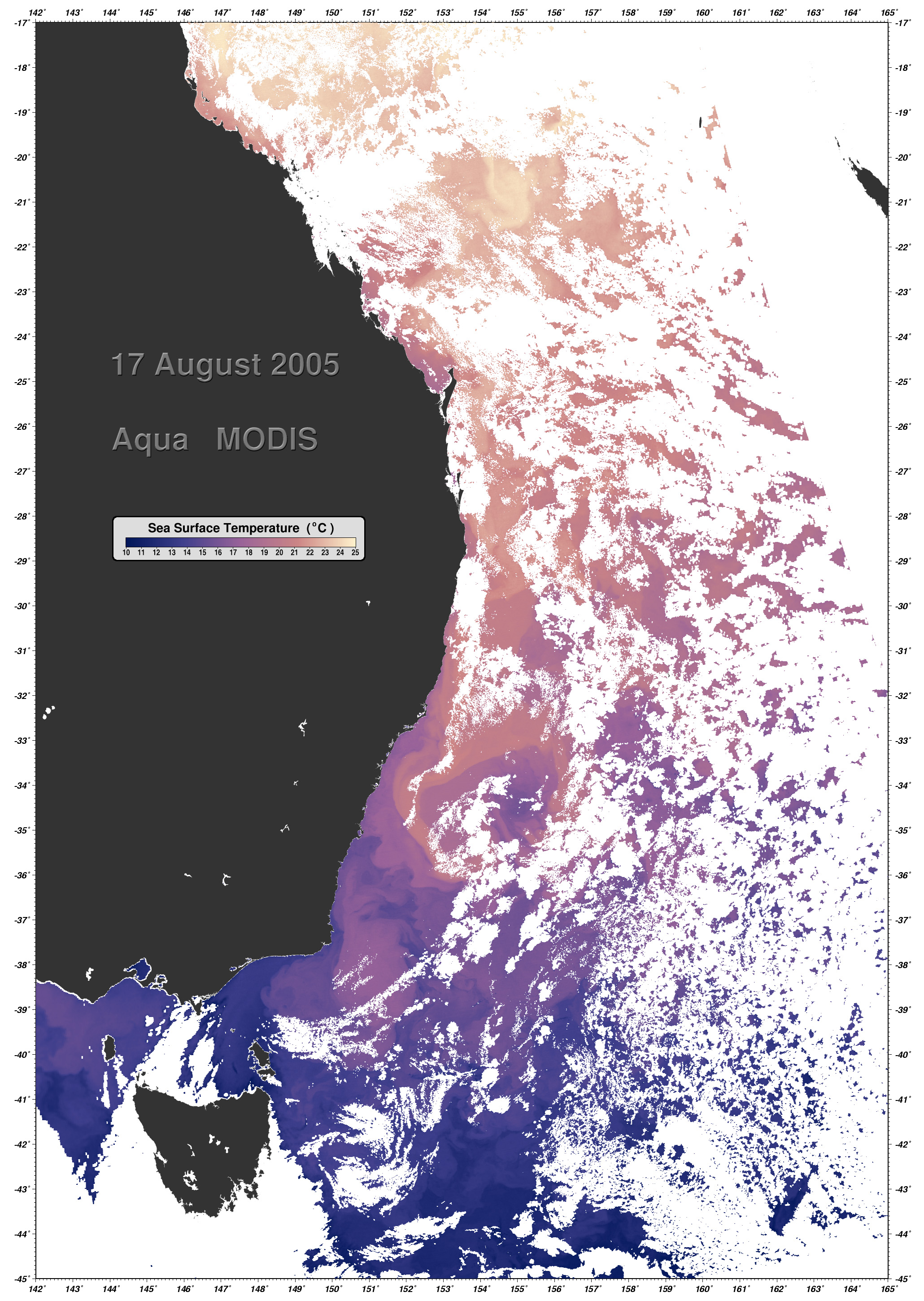
Термальный профиль Восточно-Австралийского течения

Через Коралловое море проходят два течения: Восточно-Австралийское и Южное Пассатное течения. При этом Восточно-Австралийское ответвляется от Южного Пассатного течения. Оно приносит тёплые бедные питательными веществами воды из Кораллового моря вдоль восточного побережья Австралии в прохладные воды Тасманова моря. Это течение является самым сильным на австралийском побережье и перемещает 30 миллионов кубометров воды в секунду в полосе течения шириной около 100 километров и глубиной 500 метров. Наиболее сильным течение становится в феврале, но значительно теряет силу в августе.
Самой большой рекой, впадающая в море является река Бердекин, дельта которой находится к юго-востоку от Таунсвилла. Из-за сезонных и годовых колебаний повторяемости циклонов и количества осадков (обычно от 200 до 1600 мм/год) её годовой расход может варьировать более чем в 10 раз между двумя последующими годами. В частности, в период 1920—1999 гг средний расход у дельты был ниже 1000 м³/с, в 1923, 1931, 1939, 1969, 1982, 1985, 1987, 1993 и 1995 годах; она составляла более 25 000 м³/с, в 1927, 1940, 1946, 1950, 1951, 1959, 1968, 1972, 1974 и 1991 годах и достигала около 40 000 м³/с в 1946 году Эта неравномерность осадков приводит к соответствующим колебаниям состава морской воды в районе дельты реки.
Температура поверхностных вод колеблется на юге моря от 19 °C в августе до 24 °C в феврале. На севере довольно тепло и стабильно — 27—28 °C круглый год. Минерализация воды 34,5-35,5 ‰ (промилле). Вода в основном очень прозрачная, с видимостью около 30 метров (100 футов) возле рифов.

## Климат

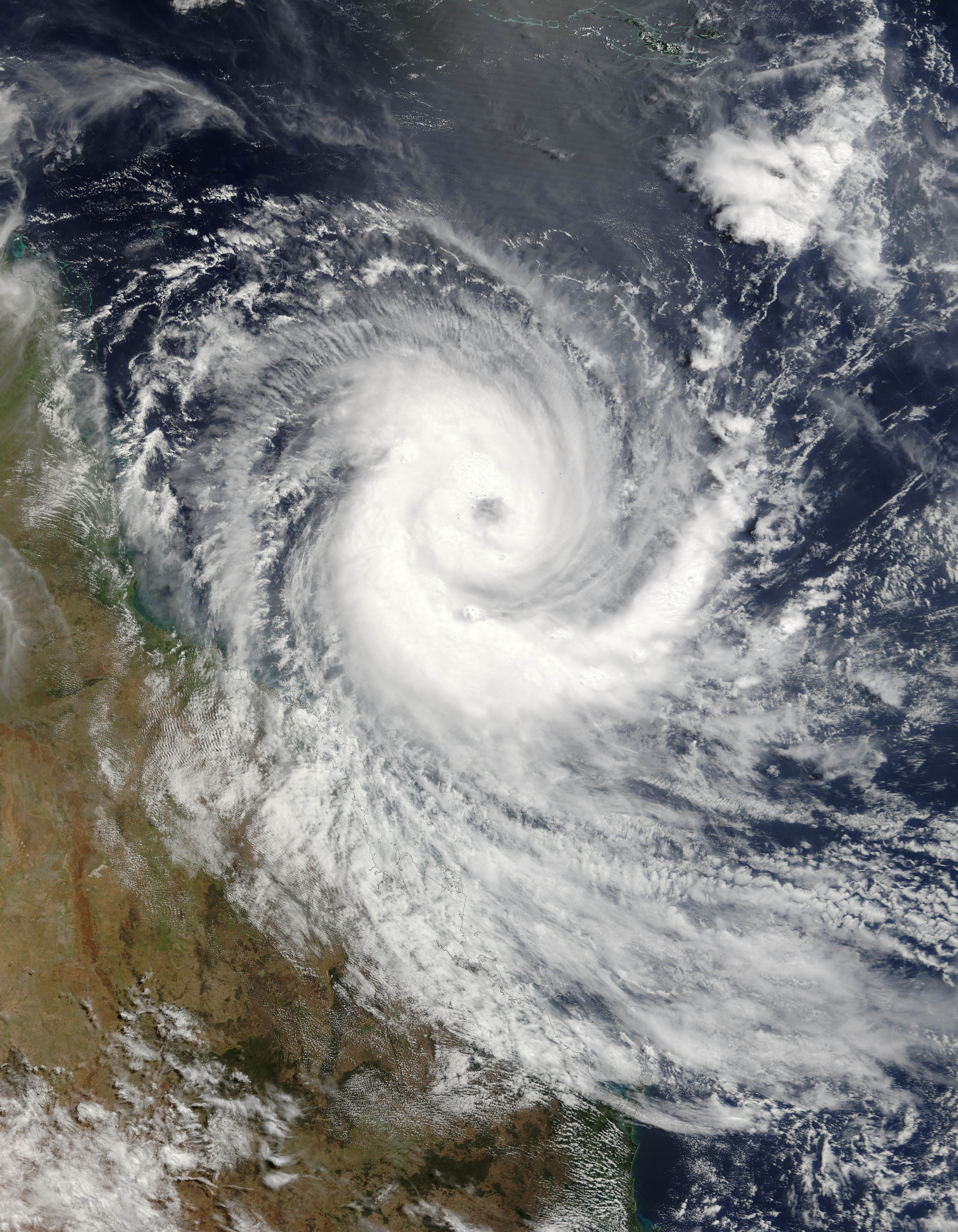
Тропический циклон Ларри над Большим Барьерным рифом, 19 марта 2006 г.

Море расположено в субтропическом климате и часто поражается тропическими циклонами, особенно в период с января по апрель. Это явление простирается до ноября по май в районах к югу до 10 °C. Между 1969 и 1997 годами, 80-90 % циклонов были из категории 1 или 2 (ветер 17-33 м/с, давление в центре 970—1000 ГПа) и только 10 % из 3-й категории (скорость ветра 33 м/с, давление 970 гПа). Частота циклонов уменьшилась с 1997 по 2005 год до 1,5 в год (всего 12).
Годовое количество осадков обычно колеблется от 1000 до 3000 мм в зависимости от района. Большинство дождей выпадают между декабрем и мартом, очередями 30-60 дней. Количество ясных дней в году колеблется приблизительно от 80 до 125, а типичные колебания температуры в течение года составляют 18—27 °C.
Как показал анализ моделирования, изменение климата увеличило в 175 раз вероятность, что поверхностные воды Кораллового моря достигнут рекордных температур марта 2016 года, что должно привести к обесцвечиванию (гибели) рифов.

### Ветры
Преобладающие ветра в Коралловом море можно классифицировать по сезону и координатам. Юго-восточные пассаты преобладают во всех морских районах и в любое время года, особенно между 20° и 25° южной широты, к западу от меридиана 155° восточной долготы. В период с сентября по декабрь в этом районе они меняются на северные и северо-западные, а в мае — августе направление преимущественно юго-западное. К западу от 155° восточной долготы штормы обычны в период с января по август и реже в сентябре-декабре.
В январе северо-западный муссон может возникнуть между параллелями 15° и 20° южной широты к западу от меридиана 150° восточной долготы. Штормы в этом регионе редки большую часть года, за исключением периода с июня по август, когда несколько дней в месяц дуют сильные юго-восточные ветры.
Юго-восточные пассаты также сильны к северу от 15° южной широты в период с марта по ноябрь. Они ослабевают и часто сменяются западными ветрами в декабре и северными и северо-западными ветрами в январе и феврале.

## Исторические события
4—8 мая 1942 года в Коралловом море произошло морское сражение между Императорским флотом Японии и воздушными и морскими соединениями Союзников — США и Австралии, в результате которого японское морское вторжение в Порт-Морсби было предотвращено.

## Флора
Австралийский берег Кораллового моря в основном состоит из песка. Большой Барьерный риф слишком далеко, чтобы обеспечить значительные отложения кораллов, но он эффективно защищает побережье от океанских волн. В результате большая часть наземной растительности распространяется вниз к морю, а прибрежные воды богаты подводной растительностью, такой как зеленые водоросли. Наиболее распространенными из морских трав являются Halophila и Halodule

## Фауна

Кораллы на рифе Флинн возле Кэрнса.

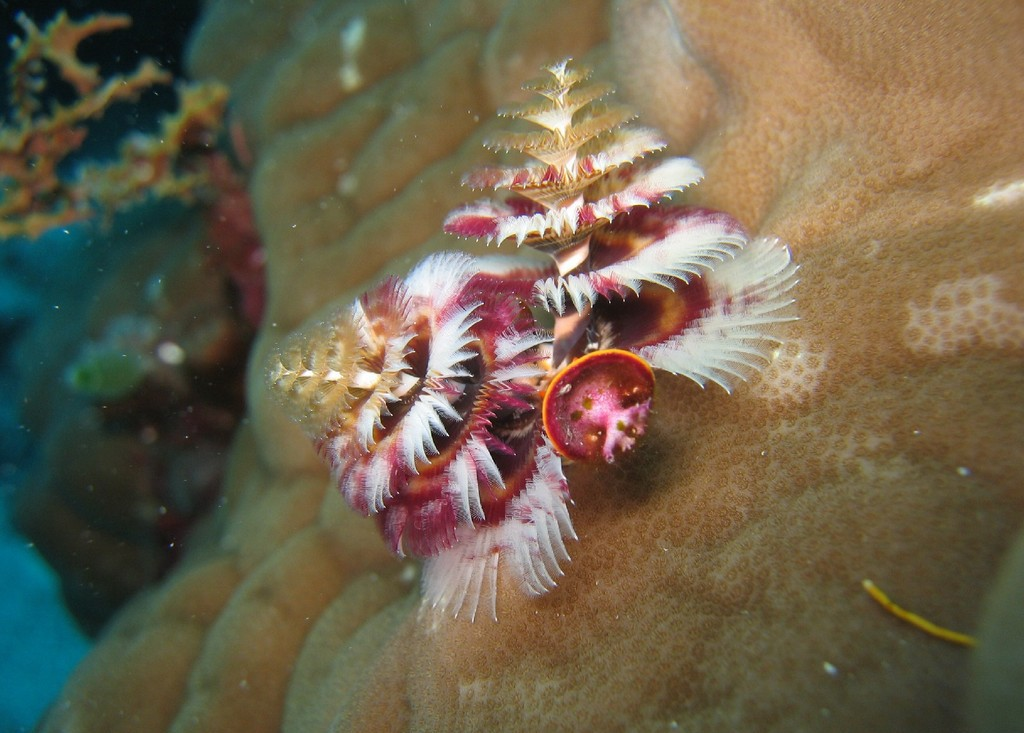
Елочный червь (Spirobranchus giganteus) в коралле Porites.

В море обитают многочисленные виды анемонов, губок, червей (например, Spirobranchus giganteus, показанный на фотографии), брюхоногих моллюсков, омаров, креветок и крабов. Красные водоросли Lithothamnion и Porolithon цвета многие коралловые рифы пурпурно-красные и зеленые водоросли Halimeda встречается по всему морю. Прибрежные растения, состоящие всего из 30-40 видов, и мангровые заросли встречаются в северной части моря. Четыреста видов кораллов, как твердых, так и мягких населяют рифы.
Большинство видов кораллов размножаются половым способом, выделяя гаметы в условиях массового нереста, вызванного повышением температуры моря весной и летом, лунным и суточным циклом. Рифы во внутренней части Большого Барьерного рифа нерестятся в течение недели после полнолуния в октябре, а внешние рифы появляются в ноябре и декабре. Мягкие кораллы Большого Барьерного рифа насчитывают 36 родов. В рифовых системах обитает более 1500 видов рыб. Пятьсот видов морских водорослей обитают на рифе, том числе тринадцать видов рода Halimeda, которые создают известняковые насыпи шириной до ста метров, создающие на своей поверхности мини-экосистемы, которые часто сравнивают с покровом тропических лесов
Морская звезда (Acanthaster planci) ― главный хищник рифов, охотящийся на коралловые полипы, забираясь на них, проталкиваясь через них своим желудком и высвобождая пищеварительные ферменты для поглощения гидролизата. Отдельная взрослая особь может съесть до 6 м² рифа в год. В 2000 году взрывной рост представителей этого вида привел к потере 66 % живого кораллового покрова на рифах.
Качественные изменения в химическом составе воды и чрезмерный вылов естественных хищников, таких как моллюск гигантский тритон, возможно, способствовали увеличению популяции хищных морских звезд.
В водах Кораллового моря обитает не менее 30 видов китов, дельфинов и морских свиней, в том числе карликовый малый полосатик, индо-тихоокеанский горбатый дельфин, горбатый кит, и дюгони. Здесь гнездятся шесть видов морских черепах: зеленая морская черепаха, кожистая черепаха, ястребиная черепаха, морская черепаха логгерхед, плоская черепаха и оливковый ридли.
Более 200 видов птиц (в том числе 22 вида морских птиц и 32 вида куликов) посещают острова и рифы, гнездятся или устраиваются на ночлег в том числе белобрюхий орлан и розоватая крачка Большинство гнездовий находятся на островах в северных и южных регионах Большого барьерного рифа, и приблизительно 1,4-1,7 миллиона птиц используют эти места для размножения.
Семнадцать видов морских змей, в том числе Laticauda colubrina, обитают на Большом барьерном рифе в теплых водах на глубине до 50 метров и чаще встречаются в южной, чем в северной части; ни один из них не является эндемическим или исчезающим., яд многих из этих змей очень токсичен; например, Aipysurus duboisii считается самой ядовитой морской змеёй в мире.

### Защита
Морской заповедник Содружества Кораллового моря был провозглашен в декабре 2013 года; со временем стало ясно, что он не обеспечивает достаточную защиту окружающей среды. Группа из 10 экологических неправительственных организаций объединилась в коалицию под названием «Кампания „Защити наше Коралловое море“» с просьбой к правительству создать очень большой охраняемый морской парк «Коралловое море». В ноябре 2011 года правительство Австралии объявило, что территория в 989 842 квадратных километра была зарезервирована и ожидает законодательного решения.
Морской заповедник Содружества Кораллового моря был переименован в "Морской парк Кораллового моря" в октябре 2017 года. Он занимает площадь 989 836 км² и отнесен к категории IV МСОП. Это крупнейший морской парк Австралии, и одна из крупнейших охраняемых территорий в мире

## Исследование
До 2020 года были нанесены на карту только мелководные части рифов Кораллового моря. В течение 2020 года некоторые из самых глубоких частей моря были нанесены на карту с помощью усовершенствованной многолучевой гидролокаторной системы на борту исследовательского корабля, принадлежащего Институту океана Шмидта. 
Роботизированная подводная лодка возвращается с первыми в мире кадрами высокого разрешения морского дна, отображающими важнейший морской район Большого Барьерного рифа в Тихом океане. За время 14 погружений подводной лодки, которая опустилась на глубину до 1600 метров (5200 футов) и провела в море почти 100 часов, была нанесена на карту площадь 35 554 квадратных километра (13 727 квадратных миль). Геолог Джоди Вебстер из Сиднейского университета, морской геолог Робин Биман из Университета Джеймса Кука возглавили экспедицию, а его коллеги дистанционно управляли процессами погружения и картографированием. Редкие морские обитатели были идентифицированы после того, как изображения были переданы другим ученым через социальные сети, но исследователи считают, что некоторые виды, запечатленные на пленку, могут быть совершенно новыми для науки. Известные находки включали виды Триакантодовых под названием Hollardia goslinei, ранее встречавшихся только на Гавайях, и Tosanoides Bennetti, впервые описанный в 2019 году и никогда не встречавшийся живым.